# Британске анти-инвазијске припреме за Други светски рат
Британске анти-инвазијске припреме за Други светски рат подразумевале су велико-обимну поделу војне и грађанске мобилизације као одговор на претњу инвазије од немачких оружаних снага 1940. и 1941. године. Британска армија требало је да се опорави од пораза Британске експедиционарне снаге у Француској, и 1,5 милиона људи примљени су као војници да служе део времена у Домовинској гарди. Брзо прављење поља утврђења трансформисало је велики део Уједињеног Краљевства, посебно јужну Енглеску, у припремљено бојиште. Немачки инвазијски план, операција Морски лав, никада није развијен више од прелиминарног скупљања снага. Данас, мало је остало од британских анти-инвазијских припрема. Само појачане бетонске структуре као што су посебне кутије, честе су.

## Политичка и војна позадина
Дана 1. септембра 1939. године, Немачка је извршила инвазију на Пољску, два дана касније, Британија и Француска објавиле су рат Немачкој, чиме је почео Други светски рат. За три недеље, Црвена армија Совјетског Савеза извршила је инвазију на источне делове Пољске у испуњавању тајног дела споразума Рибентроп-Молотов. Британске експедиционе снаге (BEF) послате су на француско-белгијску границу, али Британија и Француска нису преузеле никакве директне акције да подрже Пољаке. До 1. октобра, Пољска је била потпуно окупирана.
Било је мало борбе у месецима који су следили. У периоду познатом као „Лажни рат“, војници на обе стране тренирани су за рат и Французи и Британци направили су и поставили људе на одбране на источним границама Француске.
Дана 9. априла 1940. године, Немачка је извршила инвазију на Данску и Норвешку. Ова операција унапред је онемогућила британске сопствене планове да изврши инвазију на Норвешку. Данска се предала моментално, и, након краткотрајног покушаја Британаца да остану у северном делу земље, Норвешка је такође пала. Инвазија Норвешке била је операција комбинованих снага у којој је немачка ратна машинерија пројектовала своју моћ преко мора; овај немачки успех би био виђен од Британаца као врло моћан.
Дана 7. и 8. маја 1940. године, у британском Доњем дому Парламента, Норвешка дебата открила је интензивна незадовољства са отвореним незадовољством владом премијера Невила Чемберлена. Два дана касније, како су се догађаји убрзано развијали, Чемберлен је поднео оставку и њега је наследио Винстон Черчил.
Дана 10. маја 1940. године, Немачка је извршила инвазију на Француску. До тог времена, БЕС су се састојале од 10 пешадијских дивизија у три корпуса, тенковске бригаде и Краљевског ваздухопловства које је чинило око 500 авиона. БЕС је био закачен од немачког диверзијског удара преко Белгије, и онда изолован од главног удара који је дошао преко арденске шуме. Добро опремељене и високо-мобилне панцерске дивизије Вермахта савладале су припремљене одбране. Било је нешто жестоке борбе, али највећи део БЕС-а повукао се на малу област око француске луке Денкерк.
Како су ствари ишле лоше по савезнике у Француској, постајало је приметно да треба некако размишљати о могућности потребе да се одупре потенцијалној инвазији Британије од немачких снага.

## Британске оружане снаге

### Британска армија
Евакуација британских и француских снага (Операција Динамо) почела је 26. маја уз ваздушну покривеност од КВ-а, по скупој цени. Током наредних десет дана, 338.226 француских и британских војника евакуисано је у Британију. Највећи део војника враћен је у Британију, али многа војна возила, тенкови, оружје, муниција и тешка опрема и земљишна опрема КВ-а и складишта остала су у Француској. Неки војници су се вратили чак и без пушака. Следећих 215.000 војника евакуисано је из лука јужно од Канала у Операцији Аријел током јуна.
Јуна 1940. године, Британска армија имала је 22 пешадијске дивизије и једну оклопну дивизију. Пешадијске дивизије су, у просеку, у пола снаге, имали само једну шестину њихове нормалне артиљерије, (преко 600 средњих топова, и 18/25 фунташа, 280 хаубица било је доступно са додатних 100 25 фунташа произведених у јуну, преко 300 4.5 хаубица — 900 је било направљено 1940. године. Одвојено и 60 паундер ховицера и њихова модификована 4.5 верзија, као и антиквиковани примерци 6 ховицера обновљеног од резерве након губитка доступних модела у Француској, са неколико стотина додатних 75 мм М 1897 топова и њихове муниције која је стизала из САД, и скоро им је потупно недостајао транспорт (само преко 2.000 преносника било је доступно, овај број се подизао до 3.000 до краја јула). Постојао је критичан недостатак муниције, тако да нико није могао бити поштеђен вежбања. Ипак, списи показујуда су Британци поседовали преко 290 милиона .303 муниције различитих типова 7. јуна, овај број се подизао на 400 милиона у августу. 7. корпус је формиран од генералне резерве Домовинских снага, и укључивао је прву оклопну дивизију. У реорганизацији у јулу, дивизије са неким степеном мобилности пласиране су иза области „обалске љуске“, брањене плаже од Велшког до Њу Хевена у Сасексу. Резерват Главног штаба проширен је на два корпуса најспособнијих јединица. 7. корпус је био смештен у Сарију до Јужног Лондона и обухватао је 2. оклопну 42. и 43. пешадијску дивизију.
Процене броја тенкова у Британији након пада Француске варирају, Вискаун Кранбург говорио је у Дому лордова (1942. године) да је Британија имала само 50 пешадијских тенкова и 200 лаких тенкова опремљених само са митраљезима, и ове процене постале су основа мита да је Британија у јуну имала врло мало тенкова. Међутим, Черчил је говорио да је било 102 крстарећих тенкова, 132 пешадијска тенка и 252 лака тенка остало у Британији након пада Француске. Званична историја даје процене за 10. јун 1940. године од 103 крузера, 142 пешадијска тенка (Grand Strategy Vol II pp. 265. J.R.M Butler). Други извори наговештавају да су су се бројеви више него дуплирали до краја јула, али чак и у јуну, што се тиче средњих тенкова, ови бројеви су били еквивалент три до четири панцерске дивизије. Без обзира који су били прецизни бројеви, у августу 1940. године Британска влада се осећала довољно поуздано у британску моћ да се супротстави инвазији (и у своје фабрике за производњу тенкова), тако да је послала 52 крстарећа и 50 пешадијских тенкова у Египат. У ово време британске фабрике су имале скоро сличан учинак као немачке по производњи тенкова и до 1941. године оне би их престигле.

### Опште референце
- Alanbrooke, Field Marshal Lord (2001). War Diaries 1939–1945. Phoenix Press. ISBN 978-1-84212-526-7.
- Banks, Sir Donald (1946). Flame Over Britain. Sampson Low, Marston and Co.
- Cameron, A Bryce (2006). Under Sand, Ice & Sea. Trafford Publishing. ISBN 978-1-55212-319-5.
- Churchill, Winston (1949) [2005]. Their Finest Hour. The Second World War, Volume II. Penguin. ISBN 978-0-14-144173-3.
- Cox, Richard (1975). Operation Sea Lion. Thornton Cox. ISBN 978-0-902726-17-8.
- Cruickshank, Dan (2001). Invasion – Defending Britain from Attack. Boxtree. ISBN 978-0-7522-2029-1.
- Evans, Martin Marix (2004). Invasion! Operation Sealion 1940. Longman. ISBN 978-0-582-77294-6.
- Fleming, Peter (1957). Invasion 1940. Rupert Hart-Davis.
- Foot, William (2006). Beaches, fields, streets, and hills ... the anti-invasion landscapes of England, 1940. Council for British Archaeology. ISBN 978-1-902771-53-3.
- Gatchel, Theodore L. (1996). At the Water's Edge: Defending Against the Modern Amphibious Assault. Naval Institute Press. ISBN 978-1-55750-308-4.
- Gillies, Midge (2006). Waiting for Hitler – Voices from Britain on the Brink of Invasion. Hodder & Stoughton. ISBN 978-0-340-83798-6.
- Hayward, James (2001). The Bodies On The Beach – Sealion, Shingle Street and the Burning Sea Myth of 1940. CD41 Publishing. ISBN 978-0-9540549-0-8.
- James, Brian (септембар 2006). „Pie in the Sky”. History Today.
- Lampe, David (2007). The Last Ditch: Britain's Resistance Plans Against the Nazis. Greenhill Books.
- Liddell Hart, Basil (1958) [1948]. The German Generals Talk. Berkley Publishing.
- Longmate, Norman (2004) [1972]. If Britain Had Fallen. Greenhill Books. ISBN 978-1-85367-599-7.
- Lowry, Bernard (2004). British Home Defences 1940–45. Osprey Publishing. ISBN 978-1-84176-767-3.
- Mace, Martin (2001). Vehicles of the Home Guard. Historic Military Press. ISBN 978-1-901313-08-6.
- MacKenzie, S. P. (1995). The Home Guard – A Military and Political History. Oxford University Press. ISBN 978-0-19-820577-7.
- Macksey, Kenneth (1999) [1980]. Invasion: Alternative History of the German Invasion of England, July 1940. Greenhill Books. ISBN 978-1-85367-361-0.
- Osborne, Mike (2004). Defending Britain ... twentieth century military structures in the landscape. Tempus Publishing. ISBN 978-0-7524-3134-5.
- Ruddy, Austin (2003). British Anti-Invasion Defences 1940–1945. Historic Military Press. ISBN 978-1-901313-20-8.
- Ward, Arthur (1997). Resisting the Nazi Invader. Constable and Co. ISBN 978-0-09-476750-8.
- White, John Baker (1955). The Big Lie. Evans Brothers.
- Wills, Henry (1985). Pillboxes: A Study of UK Defences. Leo Cooper. ISBN 978-0-436-57360-6.

### Званични документи
- Consolidated Instructions to Invasion Committees in England and Wales (July 1942) HM Government.
- Barrel Flame Traps, Flame Warfare. Military Training Pamphlet No. 53. Part 1. War Office. 1942.

### Збирке
- „The National Archives”. Repository of UK government records. Приступљено 3. 8. 2010.
- „WW2 People's War”. BBC. Приступљено 3. 8. 2010. – an online archive of wartime memories contributed by members of the public and gathered by the BBC.
- Sylvester, Rachel; Coates, Sam. „The Times and The Sunday Times Archive”. London. Архивирано из оригинала 06. 10. 2008. г. Приступљено 3. 8. 2010. – subscription required